# Otsjtsjoegoej-Moerbajy
De Otsjtsjoegoej-Moerbajy (Russisch: Оччугуй-Мурбайы) is een 190 kilometer lange linkerzijrivier van de Njoeja in het stroomgebied van de Lena, gelegen in de Russische autonome republiek Jakoetië, in Oost-Siberië.
De Otsjtsjoegoej-Moerbajy ontspringt in het Lena-plateau in het oosten van het Midden-Siberisch Bergland. De belangrijkste zijrivieren zijn de Tekes (62 km) en de Tas-Joerjach (80 km) aan linkerzijde. In het stroomgebied van de rivier bevinden zich ongeveer 40 meren.
De rivier is bevroren van de tweede helft van oktober tot de eerste helft van mei.